# Stenoponia tripectinata
Stenoponia tripectinata är en loppart som först beskrevs av Tiraboschi 1902.  Stenoponia tripectinata ingår i släktet Stenoponia och familjen mullvadsloppor.

## Underarter
Arten delas in i följande underarter:
- S. t. tripectinata
- S. t. acmaea
- S. t. barcana
- S. t. blanda
- S. t. gaudi
- S. t. insperata
- S. t. irakana
- S. t. medialis
- S. t. megaera
- S. t. separata
- S. t. spinellosa
- S. t. tenax
- S. t. thinophila
- S. t. tingitana